# 間宮康弘
間宮康弘（日语：／ Mamiya Yasuhiro，1981年12月7日—），日本男性配音員。出身於千葉縣。身高173.5cm。AB型血。

## 人物簡介
Kenyu Office所屬。高中畢業後，進入日本工學院專門學校學習2年。
經歷：日本工學院專門學校、映像技術學院、演劇企劃集團。
興趣：模仿、料理、電影鑑賞 。特長：另類模仿。

## 演出作品
※粗體字表示說明飾演的主要角色。

### 電視動畫
2006年
- 動物橫町（百合山若人）
- 死亡筆記本（主任刑事）
- 暗夜魔法使 The ANIMATION（化學教師）
- 甜蜜偶像 ～Lovely Idol～（演出家）

2007年
- 怪物王女（木乃伊男 等）
- 君吻 pure rouge（老師、英語教師、東高校顧問）
- 古代王者 恐龍王 DKidz Adventure（恩生特、槍手）
- 灼眼的夏娜II（Second）（「嵐蹄」菲克魯）
- 獸神演武 HERO TALES（居民、團員）
- 獸裝機攻斷空我NOVA（電視廣播）
- 天翔少女（克里希納姆）

2008年
- 狼與辛香料（騎士、半漁人B）
- 食靈 -零-（代理人）
- 神薙（流氓）
- 狂亂家族日記（部下A、桃草組當主、魔獸、戰車長）
- 黑執事（夫人父親、審査員B）
- Keroro軍曹（男性）
- 古代王者 恐龍王 DKidz Adventure 翼龍傳說（格念科、恩生特 等）
- 骷髏13（韋恩、羅伊曼、警官、醫生、惡黨）
- 可愛巧虎島（豬大叔）
- 星際寶貝：神奇大冒險（費利克斯）
- TYTANIA -泰坦尼亞-（副官）
- 初音島II Second Season（學生、電視主播、記者）
- 鐵腕女警 DECODE（日语：鉄腕バーディー DECODE）（巴奇魯斯）
- 二十面相少女（警官）
- 乃木坂春香的秘密（司書〈老人〉、船員2）
- 交響情人夢 巴黎篇（加爾松、參加者B、男A、盧卡的祖父、男性演奏者A、執事）
- BLUE DRAGON 天界的七龍（艾劉爾、副官、村人、騎士、修巴里耶、庫克 等）
- 北斗神拳拉歐外傳 天之霸王（日语：天の覇王 北斗の拳ラオウ外伝）（老人）
- 南家三姐妹 ～再來一碗～（村莊會人員）

2009年
- 明日的與一！（警官A）
- CANAAN（日本首相）
- KIDDY GiRL-AND（警備隊員A）
- 今日大魔王！3（士兵）
- 銀魂（客B）
- 女王之刃 王位繼承者（宮廷魔術師）
- 奇蹟少女KOBATO.（山內）
- 戰鬥司書 THe Book of Bantorra（飼育人員1）
- 鐵腕女警 DECODE:02（製片人、楊、親戚的叔叔）
- 科學超電磁砲（銀行強盗）
- BASQUASH！（祖父、屋店主、羅西）
- 初戀限定。（鬍鬚君）
- 天國少女（瑞安、支配人、古札畢耶、倣一族、胡薩克、由依的父親、卡爾瑪、男、卡納安、埃迪、波斯、科波魯、侍長）
- 道子與哈金（警備員）

2010年
- 無法逃離的背叛（焰椎真的父親）
- 聖痕鍊金士（船員B）
- 鶺鴒女神 ～Pure Engagement～（機甲連隊長、葦牙）
- 爆丸（光譜幽靈）
- BLEACH（爪男、四十六室A）

2011年
- 我們仍未知道那天所看見的花名。（山先生）
- 神的記事本（岩男）
- 灼眼的夏娜III（Final）（「奉之錦旆」帝鴻、「嵐蹄」菲克魯）
- 世界一初戀2（高野政宗的導師）
- 笨蛋、測驗、召喚獸2（死者、FFF團A）
- 變身公主（館長）

2012年
- 槍械少女!!（店主）
- AKB0048（警備兵B、DES兵口）
- 蝦掰天文社 公立海老栖川高中天悶社（男學生1）
- 塔麻可吉！（あどべんっち）
- BTOOOM！（明智光男）
- 魔奇少年（卡西姆的父親）
- 輪迴的拉格朗日（魯·甘葛梅里）

2013年
- 閃電十一人GO 銀河（鐵角徹）
- 有頂天家族（壽老人）
- JoJo的奇妙冒險（吸血鬼B）
- 打工吧！魔王大人（渡邊）
- 當不成勇者的我，只好認真找工作了。（下地先生）

2014年
- ALDNOAH.ZERO（司令官）
- NO GAME NO LIFE 遊戲人生（神靈種〈Old Deus〉）
- 愚者信長（柴田·勝家）
- WASIMO（日语：WASIMO）（室橋老師）
- ONE PIECE（斯巴達、吉恩·安戈、海賊）

2015年
- 亞爾斯蘭戰記（戈賓）
- 牙狼〈GARO〉-紅蓮之月-（石上皇子）
- 機動戰士鋼彈 鐵血的孤兒（奎克·森特[2]）
- Classroom☆Crisis（伊布拉的部下）
- 攻殼機動隊 ARISE ALTERNATIVE ARCHITECTURE（依巴吉）
- 七龍珠超（國王）
- 青年黑傑克（吉爾、雲名警部）
- ONE PIECE 薩波特別篇 ～三兄弟的羈絆 奇跡的再會和被繼承的意志～（吉恩·安戈）

2016年
- 齊木楠雄的災難（網球社教練）
- 少女們向荒野進發（不畫的原畫師、龍神丸、結城鶯的祖父）
- 月歌。 THE ANIMATION（黑月大[3]）
- Dimension W（尤里·安東諾夫）
- D.Gray-man HALLOW（諾伊茲·馬利）
- 漂流武士（井伊直政）

2017年
- 七龍珠超（希德拉、那帕帕、吉米茲）
- ONE PIECE（馬波斯）
- CHAOS;CHILD（刑事A）
- 巴哈姆特之怒 VIRGIN SOULS（迪亞斯·巴索羅謬）
- 有頂天家族2（壽老人）
- 騎士&魔法（菲利浦·哈爾哈根）
- 咕嚕咕嚕魔法陣 (2017年版)（北邊城鎮的鎮長）
- 18if（熊先生）
- TSUKIPRO THE ANIMATION（黑月大）
- BORUTO -火影新世代- NARUTO NEXT GENERATIONS-（笛吹巨峰）
- 理想禁區（冼石[4]）
- 犬屋敷（上班族）

2018年
- Classica Loid（白燒）
- HUG！光之美少女（野乃森太郎[5]）
- 平交道時間（老師[6]）
- 黃金神威（老大）
- 食戟之靈 餐之皿（寧寧的父親）
- 後街女孩（永田晃司〈頭兒〉[7]）
- 天狼 Sirius the Jaeger（柿崎少將）
- OVERLORD III（格林漢）
- 音樂少女（石田、Queen Records幹部）
- ONE PIECE 空島特別篇（日语：ONE PIECE エピソードオブ空島）（400年前的神）
- 京都寺町三條商店街的福爾摩斯（司）
- DOUBLE DECKER！道格＆基里爾（薩姆·帕賽爾）
- 進擊的巨人 第3期（迪爾克）
- 關於我轉生變成史萊姆這檔事（頭目）
- INGRESS THE ANIMATION（休倫特殊部隊、史密斯）
- 神奇寶貝 太陽&月亮（水蓮的爸爸）
- 隔壁的吸血鬼美眉（演員）
- 聖鬥士星矢 聖鬥少女翔（翔子的父親[8]）

2019年
- 傀儡馬戲團（管理人、道格）
- 薩迪·威普斯 (吉其恩的爸爸)
- 叛逆性百萬亞瑟王（查普曼）
- 哆啦A夢（編輯者）
- Fairy Gone（奧茲·梅爾[9]）
- RobiHachi（塔庫歐）
- 平凡職業造就世界最強（梅爾德·洛金斯）
- 屁屁偵探（豬武廣）
- 名偵探柯南（鯨井守）
- 普通攻擊是全體二連擊，這樣的媽媽你喜歡嗎？（葛茲伊老師）
- Dr.STONE 新石紀（岩漿）
- 鬼太郎（第6作）（土轉怪）
- 我的英雄學院 第4期（寶箱怪）
- 非槍人生NO GUNS LIFE（霍安）
- 哆啦A夢（編輯）

2020年
- 我的英雄學院 第4期（刑警、巨人戰爭）
- 寶可夢 旅途（昌也、耿鬼、團員、小豪的達摩狒狒、羽柴、吼爆彈、火箭隊精銳、東尼、空手道大王、司機、館長）
- Asatir 未來的傳說故事（盗賊首領）
- 更多！認真地不認真的怪俠佐羅利（卡梅雷奧涅、保護者協會的會長）
- 龍族拼圖（達人）
- 異常生物見聞錄（狼王）
- 勇者鬥惡龍 達伊的大冒險（黑洛黑洛）
- 月歌。THE ANIMATION 2（黑月大）
- 魔女之旅（村長）
- 炎炎消防隊 貳之章（艾安）
- 進擊的巨人 The Final Season（瑪雷兵）

2021年
- Dr.STONE 新石紀 第2期（岩漿）
- 寶可夢 旅途（鐵骨土人、火箭隊部下、地幔岩、團長、怪力）
- BACK ARROW（巴蘭·斯基塔）
- SK8 the Infinity（高野議員）
- 工作細胞!!（有害菌2）
- 名偵探柯南（草野燈哉）
- 更多！認真地不認真的怪俠佐羅利 第2系列（卡梅雷奧涅）
- 決鬥大師 KING!（卷軸）
- 魔卡派對（迪斯鱇、前校長）
- NOMAD MEGALOBOX 機甲拳擊2（國村）
- 通靈王（比利·安德森、拉吉姆、Power Up！中鬼／大鬼、佐藤艦長）
- Fairy蘭丸（寶的父親）
- 暗夜第六感 2041（本田大輔）
- 我的英雄學院 第5期（巨人戰爭）
- 急戰5秒殊死鬥（神居直治）
- 哆啦A夢（科學家）
- 忍者乱太郎（主人、木下鐵丸〈代演〉、城裡人、水兵）

2022年
- 失格紋的最強賢者（貝斯）
- 這個不能播！（鬼河原導演）
- 平凡職業造就世界最強 2nd season（梅爾德·洛金斯）
- 名偵探柯南（擴音器的聲音）
- 通靈王（佐藤艦長）
- 寶可夢 旅途（座長）
- 名偵探柯南 警察學校篇 Wild Police Story（黑衣男）
- 蠟筆小新（大將）
- Dr.STONE 新石紀 龍水（岩漿）
- OVERLORD IV（武王／戈·金）
- 異世界藥局（貝隆）
- 決鬥大師 WIN（波伊的父親）
- 忍之一時（高嶺焰毘[10]）
- 我想成為影之強者！（席德的父親）
- JoJo的奇妙冒險 石之海（威比諾·伍斯伍德）
- 我的英雄學院 第6期（巨人戰爭）
- BLEACH 千年血戰篇（麥斯庫·德·馬斯庫林）
- POP TEAM EPIC 第2期（蘋果大猩猩喇叭、玩家B、小白人A）
- 神奇柑仔店 錢天堂（獅子丸、達格）

2023年
- 我的英雄學院 第6期（普利亞列歐斯）
- 再得一勝！（權藤老師）
- 開闊天空！光之美少女（卡巴通）
- 寶可夢 旅途 目標是寶可夢大師（耿鬼）
- 銀砂糖師與黑妖精（馬卡斯·拉多庫里夫）
- 海盜戰記 第2期（烏爾夫）
- Dr.STONE 新石紀 NEW WORLD（岩漿[11]）
- 機戰少女Alice Expansion（熊、警官、警備員）
- 天國大魔境（種豚6號）
- 熊熊勇闖異世界PUNCH！（加修爾德）
- Lv1魔王與獨居廢勇者（原魔王）
- BLEACH 千年血戰篇 訣別譚（麥斯庫·德·馬斯庫林）
- 神劍闖江湖－明治劍客浪漫譚－（谷十三郎）
- 轉生成自動販賣機的我今天也在迷宮徘徊（死靈王）
- 重生者的魔法一定要特別（巴戈曼教授）
- 決鬥大師 WIN 決鬥學園篇（波伊的父親）
- 哥布林殺手II（金等級冒險者）

2024年
- 小酒館Basue（強盗犯）
- 我獨自升級（右京隼人）
- 通靈王FLOWERS（中鬼、大鬼、闇鬼）
- 最弱魔物使開始了撿垃圾之旅。（努加）
- 神明渴求著遊戲。（巴勒伽）
- 福星小子（一角獸）
- 轉生貴族憑鑑定技能扭轉人生～繼承弱小領土後，招募優秀人才打造最強領土～（托馬斯·格蘭吉恩）
- 寶可夢地平線（海岱）
- 金肉人 完美超人始祖篇（亞特蘭蒂斯[12]）
- 再見，地球（高登）
- FAIRY TAIL魔導少年 百年任務（喬格·萊森）
- 異世界失格（多蘭）
- 我的英雄學院 第7期（巨人戰爭）
- 村井之戀（桐山孝文）
- 刀劍神域外傳 Gun Gale Online II（羅伊）

2025年
- S級怪獸《貝希摩斯》被誤認成小貓，成為精靈女孩的騎士（寵物）一起生活（卡斯曼）
- 魔域英雄傳說（地下之主）
- Dr.STONE 新石紀 SCIENCE FUTURE（岩漿）
- SAKAMOTO DAYS 坂本日常（波以爾[13]）
- 異修羅 第2期（黃昏潛客雪晴[14]）
- 一桿青空（莫西干頭）
- 聖騎士之戰 -奮戰-：DUAL RULERS（內爾維爾·哈默[15]）
- 正義使者 -我的英雄學院之非法英雄-（手指虎[16]）
- #空帕斯2.0：陣地攻防戰（正義[17]）

2026年
- 正義使者 -我的英雄學院之非法英雄-（第2期）（手指虎[18]）

### OVA
2006年
- HELLSING（傭兵、議長、赫里甘納）

2007年
- 最遊記RELOAD -burial-（妖怪C）
- MURDER PRINCESS（日语：MURDER PRINCESS）（騎士）

2012年
- 間之楔 第2期（希德、A）

2016年
- 食戟之靈 巧·阿爾迪尼的下町合戰（彭先生）[注 1]

### 電影動畫
2012年
- Code Geass 亡國的阿基德 第1章「翼龍翔臨」（Dr.）

2013年
- 攻殼機動隊 ARISE -GHOST IN THE SHELL-（依巴吉[19]）

2015年
- 攻殼機動隊 新劇場版（依巴吉）

2016年
- ONE PIECE FILM GOLD（斯特萊特軍曹）

2017年
- 劇場版 魔法高校的劣等生：呼喚繁星的少女（南盾島指令）

2019年
- 名偵探柯南：紺青之拳（里希·拉瑪納森的父親）

2025年
- 屁屁偵探電影：星與月（怪盜H[20]）

### 網路動畫
2015年
- 怪物彈珠（道爾夫若葉）

2019年
- SD鋼彈世界：三國創傑傳（日语：SDガンダムワールド 三国創傑伝）（呂布新安州[21]）

2021年
- 極主夫道（熊熊★BEARS老大）

2024年
- GREAT PRETENDER razbliuto（楊崑義〈アイ〉[22]）

### 遊戲
2007年
- 刺客教條（羅貝爾·戴·薩布雷）
- 戰國BASARA2 英雄外傳

2008年
- （殿主）
- 星海遊俠2 Second Evolution（扎菲克爾）
- 北歐女神 負罪者（西奧多）

2009年
- Gears of War 2（泰阿羅阿·卡里索）
- 開始的三國王子（關羽）
- 最後的遺跡（普羅克特）
- 拉捷特與克拉克Future 2（日语：ラチェット&クランク FUTURE2）（弗林特·博魯瑟倫）

2010年
- 赤刀（日语：赤い刀）（西園寺 芭蕉）
- EAT LEAD 馬特·哈薩德的逆襲（日语：EAT LEAD マット・ハザードの逆襲）（比爾·The·巫師）
- 維新戀華 龍馬外傳（芹澤鴨）
- 決勝時刻：黑色行動（尼可拉）
- 縱橫諜海：斷罪
- 極速快感：超熱力追緝
- 爆丸DS DEFENDRS OF THE CORE（光譜幽靈）
- 醫院風雲6醫師（日语：HOSPITAL. 6人の医師）（大衛·韋恩）
- 戰慄深隧（米勒）

2011年
- 秘境探險：黃金深淵（羅伯特·圭羅）
- 決勝時刻：現代戰爭3（葛林其）
- 惡魔倖存者 超時極限（二階堂征志）
- Dead Island（日语：Dead Island）（塔韋恩）

2012年
- 快打旋風 X 鐵拳（馬德克）
- 第2次超級機器人大戰Z 再世篇（尤薩·因撒勞穆）
- Dragon Age II（卡瓦）
- Borderlands 2（Brick）

2013年
- 地球防衛軍4（日语：地球防衛軍4）（特戰步兵隊隊長C）
- DISORDER6（日语：DISORDER6）（[23]）
- The Wonderful 101（勞倫斯·納爾遜）
- Muv-Luv Alternative Chronicles Last Divers（日语：マブラヴ オルタネイティヴ クロニクルズ）（泰勒大將）
- 地鐵：最後的曙光（米勒[24]）

2014年
- 使命召唤：高级戰爭（科馬克[25]）
- 暗黑破壞神III[26]
- KNACK（莫加克）
- Borderlands：The Pre-Sequel（Brick）

2015年
- UNTIL DAWN -慘劇的山莊-（神秘男子）
- 庫洛姆·麥格納（喬治[27]）
- 地球防衛軍4.1 The Shadow of New Despair （特戰步兵隊隊長C）
- 海島大亨5（總統〈男〉）
- 陰陽師（鐮鼬、八岐大蛇、巫蠱師、食髮鬼）

2016年
- 上古卷軸Online（法哈拉戛德王[28]）
- 逆轉奧賽羅尼亞（フォーマルハウト）
- #COMPAS ～戰鬥神意解析系統～（正義[29]）
- 少女們向荒野進發[30]
- 菲莉絲的鍊金工房～不可思議之旅的鍊金術士～（日语：フィリスのアトリエ 〜不思議な旅の錬金術士〜）（貝倫特·瑞戴拉[31]）
- Life Is Strange（納杉·普雷史考特）
- 英雄聯盟（嘉文四世、塔里克）
- 人中之龍6 生命詩篇。（艾德）

2017年
- 鋼彈場模最前線（日语：ガンダムジオラマフロント）（諾利斯·帕卡多）
- 問答RPG 魔法使與黑貓維茲（グルドラン）
- 幻獸契約Cryptract（日语：幻獣契約クリプトラクト）（巴爾札克[32]）
- 超级七龙珠群雄（伊萬、希德拉）
- 仁王（千石秀久）
- 星際大戰：戰場前線II（貿易聯邦機器人（英语：Droid (Star Wars)））
- Horizon Zero Dawn（戴瓦）
- 地球防衛軍5（日语：地球防衛軍5）（隊長）

2018年
- 樂高：曼威超級英雄2（英语：Lego Marvel Super Heroes 2）（征服者康）
- 奇異人生：暴風前夕（內森·普雷斯科特）
- 鬥陣特攻（火爆鋼球）
- Marvel's SPIDER-MAN（模仿大師）

2019年
- 空戰奇兵7 未知天際（AWACS）
- 邊緣禁地3（布瑞克）
- 超級機器人大戰DD（奎克·森特）
- 機甲戰魔（彭·波克斯[33]）

2022年
- 原神（「丑角」皮耶羅）
- Fate/Grand Order（狗古智卑狗）

2023年
- 最终幻想XVI（胡戈・库普卡）

時期未定
- 妖怪結緣（菊花[34]）

### 廣播劇CD
- 赤刀（日语：赤い刀）（西園寺芭蕉）
- 月歌。（黑月大）
  - 月歌。系列 Grivity Drama「月歌。廣播劇！其4」
  - 月歌。系列 Grivity Drama「月歌。廣播劇！其6」
  - 月Pro祭 in 推詰！
- 宵星傳奇 廣播劇CD2卷
- 魔術師歐菲 說話無謀篇（布蘭頓）

### BLCD
- 間之楔 I ～DESTINY～（席德）
- 異國色恋浪漫譚（日语：異国色恋浪漫譚） ～流離銀次的慕情篇～（九龍會舎弟）
- 牛泥棒（峰倉教授）
- 影の館4 暗闇の封印 II 黎明の章（克姆耶魯）
- 花降樓系列6 離華園遠一點 ～戀路&溺愛～（醉客）
- （武笠亮吾）
- 私說三國志 天之華·地之風 完全版（關羽雲長）
- 執事的特權（弟分）
- 愛件（店長）
- 神官王愛（宰相）
- 信號機 系列
  - 綠燈的心情 -前進-（喜屋武剛史、校長、男）
  - 橘色的心 -停下來-（喜屋武剛史）
- （柴田律師）
- 絶對系列（黑川）
  - 好絶
  - 君僕絶
  - 愛明日絶
- 空與原（校長先生）
- Double Mints（日语：ダブルミンツ）（中岡）
- 天使啼夜（大野）
- 花嫁二度（齊藤、同僚1）
- 擁抱春天羅曼史（日语：春を抱いていた） 7（廣播）
- 美男的殿堂（親方）
- 微熱果 ～～（王將）
- 部活後輩迫（守屋的友人）
- 系列1 （吉田）
- （吉田）
- FLESH&BLOOD 9（西貢薩神父）
- BORDER 境界線（村雨管理官）[注 2]
- 魔彼 MAKARE ～魔彼堕～（馬蒙）
- 妄想ｖ（旁白）
- （攝影師）
- （剛三·永洋）

### 外語配音
※作品依英文名稱及英文原名稱排序。

#### 演員
- 麥可·潘納
  - 狙擊生死線（Nick Memphis搜査官）
  - 世界異戰（Joe Rincon）
  - 怒火特攻隊（Trini "Gordo" Garcia〈Michael Peña 飾演〉）

- 維尼·瓊斯
  - 末日判官（英语：Puncture Wounds）（Bennett）
  - 偷拐搶騙（Bullet Tooth Tony）※Deluxe Edition BD版。
  - 奪命穿心／沈默的進擊（英语：Gutshot Straight）（Carl）

#### 電影
- 13（英语：13 (2010 film)）（Henry〈Michael Shannon 飾演〉）
- 狙擊封鎖線（英语：16 Blocks） ※影碟版。
- 魔境夢遊（Hamish Ascot〈Leo Bill 飾演〉）
  - 魔境夢遊：時光怪客（Hamish Ascot〈Leo Bill 飾演〉）
- 亞果出任務（Henry Lee Schatz〈Rory Cochrane 飾演〉）
- 骨跡迷蹤（Joy〈William Tapley 飾演〉）
- 惡夜特警隊（英语：Brooklyn's Finest）（Bill Hobarts副署長〈Will Patton 飾演〉）
- 蝴蝶效應3：啟示（英语：The Butterfly Effect 3: Revelations）（看守）
- 梨泰院殺人事件（艾力克斯）
- 藥命殺陣（英语：Catch .44）（Deputy〈PJ Marshall 飾演〉）
- 大家都愛查理（英语：Charlie Bartlett）
- 命運好好玩（租車店的歌手〈Terry Crews 飾演〉、旁白〈James Earl Jones 飾演〉）
- 厲陰宅（Brad Hamilton巡査）
- 黑暗騎士（Happy）※朝日電視台版。
- 活屍地獄（英语：Day of the Dead (2008 film)）（Paul〈Ian McNeice 飾演〉）
- 機器人侵犯地球（英语：The Day the Earth Stopped）
- 明日邊界（UDF宣傳男子1）
- 夜戀（英语：Evening (film)）（Constance Lord〈Natasha Richardson 飾演〉）
- 星戰粉絲團（英语：Fanboys (film)）（William Shatner[注 3]）
- 怪獸與牠們的產地（Jacob Kowalski〈Dan Fogler 飾演〉[35]）
- 玩命關頭4 ※朝日電視台版。
- 野獸邏輯（英语：Flanders (film)）
- 終極戰機（英语：Flight of Fury）
- 吸血鬼就在隔壁 ※影碟版。
- 氣象戰（Mike〈Ritchie Montgomery 飾演〉[36]）
- 綠光戰警（Kilowog〈Michael Duncan 配音〉）
- 赴湯蹈火（Tanner Howard〈Ben Foster 飾演〉）
- 刺客任務：殺手47（殺手47〈Rupert Friend 主演〉）
- 獵殺第四行者
- 如果我留下
- 無敵浩克
- 詹姆士·龐德：量子危機（角色不明）※影碟版、（Gregg Beam〈David Harbour 飾演〉）※BS JAPAN版。
- 致命玩笑3（英语：Joy Ride 3）（Mickey Cole〈Ben Hollingsworth 飾演〉）
- 功夫夢
- 愛殺達令（William Burroughs〈Ben Foster 飾演〉）
- 特種精英（Davies〈Dominic Purcell 飾演〉）
- 末日預言（外星人）
- 金剛：骷髏島（Jerry[37]）
- 死亡湖（英语：Lake Dead）（Bill〈Alex A. Quinn 飾演〉）
- 瘋狂麥斯：憤怒道（War Boys隊長1）
- 黑魔女：沉睡魔咒（士兵1）
- 大叔
- 迷懵夢寐（Watts〈Brady Corbet 飾演〉）
- MIB星際戰警3 ※劇院公映版[注 4]。
- 三月小姐（英语：Miss March）
- 不可能的任務3 ※富士電視台版。
- 老媽之夜（英语：Moms' Night Out）（Bones〈Trace Adkins 飾演〉）
- 麻辣女強人
- 博物館驚魂夜3（Attila〈Patrick Gallagher 飾演〉）
- B咖戰警（P.K. Highsmith刑事〈Samuel L. Jackson 飾演〉）
- 大君主行動（Wafner上尉〈Pilou Asbæk 飾演〉） ※影碟〈日本盤〉版。
- 柏靈頓：熊愛趴趴走（Joe〈Matthew Lucas 飾演〉）
- 放牛班快樂頌（英语：Paris 36）
- 波西傑克森：妖魔之海（Polyphemus〈Robert Maillet 飾演〉）
- 洛基：勇者無懼
- 警察故事2013（那納〈那威 飾演〉）
- 家有阿福電影版
- 神鬼制裁2：就地正法
- 衰鬼刑警（Jerry Chen〈James Hong 飾演〉）
- 錄到鬼2：屍控（Martos）
- 世紀交鋒（Hingis警部補〈Brian Dennehy 飾演〉）
- 猩球崛起（助手）
- 歪小子史考特（Lucas Lee〈Chris Evans 飾演〉）
- 藏身處（英语：Shelter (2010 film)）
- 小鬼大間諜4D（英语：Spy Kids: All the Time in the World）（Argonaut〈Ricky Gervais 配音〉）
- 舞出真我（Omar〈Heavy D 飾演〉）
- 殺客同萌（Cock）
- 終結者：創世紀（Matias〈Michael Gladis 飾演〉）
- 偷天密碼（英语：Thick as Thieves (2009 film)）（Nicky Petrovitch／Viktor Korolenko〈Rade Šerbedžija 飾演〉）
- 玩命快遞3
- 最終兵器弓（Jyusinta〈柳承龍 飾演〉）
- 伴郎友沒友（英语：The Wedding Ringer）（Otis／Alzado〈Corey Holcomb 飾演〉）
- 白宮末日（Vadim[38]）
- 心理追凶 (2015年電影)（Chuck〈A. J. Bowen 飾演〉）
- 狼人鎮（英语：Wolves (2014 film)）（Connor Slaughter〈Jason Momoa 飾演〉）
- X戰警：第一戰（蘇聯將校）
- 精裝群獸追女仔（Joe〈Sylvester Stallone 飾演〉）

#### 電視影集
- 神盾局特工（Jacobson）－第17集、（第2季：Alphonso "Mack" MacKenzie〈Henry Simmons 飾演〉）
- 盲點 (第2季)
- 識骨尋踪（John Kelton、Anton Kostov〈Michael Buchman Silver 飾演〉、Garfield 等）、（第4季：Charlie Donwood、Carl Derf 等）[注 5]
- 灰姑娘的姐姐（ホン·ギテ）
- 霹靂嬌娃 (2011年電視影集)（英语：Charlie's Angels (2011 TV series)）
- The Confssione（David Stallings）
- 孔子傳
- 犯罪心理 (第4季)（Tomy）
- CSI犯罪現場：紐約 (第2、9季)[注 5]
- 慾望師奶
- 狗狗部落客（Hawk）
- 美女上錯身
- 伊甸園之東（李琦喆〈李鍾原 飾演〉）
- 奇皇后（骨朵〈趙在允 飾演〉）
- 急診室的春天（第15季：Arnie）、（Russell）－第291集。
- 冰與火之歌：權力遊戲（Sandor "The Hound" Clegane〈Rory McCann 飾演〉、Craster〈Robert Pugh 飾演〉、Xaro Xhoan Daxos〈Nonso Anozie 飾演〉、Jon Umber、Othell Yarwyck、High Septon、Marco〈Adewale Akinnuoye-Agbaje 飾演〉）
- 萬惡高譚市（Nathaniel Barnes〈Michael Chiklis 飾演〉）
- 格林
- 超異能英雄（Ando Masahashi〈James Kyson 飾演〉）
- 神探阿蒙 (第4季)－第5集。
- Mortified（英语：Mortified）（Gary）
- 玩酷世代
- 童話鎮（旁白〈Adam Horowitz 配音〉）※特別篇。
- 王牌兄弟（英语：Pair of Kings）（Yamakoshi）
- 英國恐怖故事（Sembene〈Danny Sapani 飾演〉）
- 越獄風雲 (第4季／The Final)（Nathaneal Edison〈John Sanderford 飾演〉）
- 大秦帝國之裂變（龐涓〈尤勇 飾演〉）
- 末日重生（Aaron Pittman〈Zak Orth 飾演〉）
- 慾海醫心 (第2季)（Harry）
- 火拼時速 (2016年電視影集)（英语：Rush Hour (U.S. TV series)）（James Carter〈Justin Hires 主演〉）
- 醜聞風暴 (第2季)
- The Thundermans（英语：The Thundermans）
- 火炬木
- 醜女貝蒂－第16集。
- 臥底大老闆 (第3季
- 穹頂之下 (第3季)（Marik〈Michael Weary 飾演〉）
- 賭城風雲（Don Simmons〈Gil Birmingham 飾演〉）
- 失蹤現場 (第2季)

#### 動畫
- 七寶（Grumpy〈Maurice LaMarche 配音〉）
- 憤怒鳥玩電影（Edward）
- 瘋狂夏令營（Chip）
- Cars 2：世界大賽（Ivan）
- 愛吃鬼巧達（Schnitzerl、Chestnut）
- 魚樂圈（Mussels老師）
- 機械戰士REX（Bobo Haha〈John DiMaggio 配音〉）
- 冰原歷險記：笑星撞地球
- 腦筋急轉彎（Anger的爸爸〈Peter Docter 配音〉）
- 樂高蝙蝠俠電影（James Gordon）
- 樂高好朋友（英语：Lego Friends）（Mayor Butaire市長）
- 樂高玩電影（Metal Beard〈Nick Offerman 配音〉）
- 樂高星際大戰（英语：Lego Star Wars）（R0-GR pronounced Roger）
  - 樂高星際大戰：費明克銀河探險（英语：LEGO Star Wars: The Freemaker Adventures）（R0-GR pronounced Roger）
- 搶救老媽大作戰（英语：Mars Needs Moms）（George "Gribble" Ribble〈Dan Fogler 配音〉）
- 漫威電影宇宙
  - 無敵鋼鐵人（英语：The Invincible Iron Man）（Mandarin）
  - 終極金剛狼 vs. 浩克（英语：Ultimate Wolverine vs. Hulk）（Wolverine）
- 小小兵（Big Goon）
- 堅果行動（King〈Stephen Lang 配音〉）
- Ōban Star-Racers 奧本星車手（英语：Ōban Star-Racers）（Scrub主審、Sherman）
- 打獵季節2
- 打獵季節3
- 考拉大冒險（英语：The Outback (2012 film)）（Bog〈Alan Cumming 配音〉）
- 飛機總動員（Franz Fliegenhosen）
- 精靈蘭尼和韋恩的聖誕前夜（英语：Prep & Landing）
- 小公主蘇菲亞
- 南方四賤客（Kenneth "Kenny" McCormick）※FOX版。
- 星際大戰：複製人之戰（Battle droid）
  - 星際大戰：複製人之戰 (2008年電視動畫)（Battle droid、海賊、Tactical droid、Fish Guy、TX-21、Protocol droid、Pre Vizsla、船長、T199、Senate Guard、守衛、Robonino）
- 冬季戀歌（安博士）
- 魔鬼終結者Zero（終結者[39]〈Timothy Olyphant 配音〉）

### 廣播
- 明·布偶的Dream Dream派對（日语：ドリーム・ドリーム・パーティ）（第3期挑戰者）

### 旁白
富士電視台
- 動地球特輯 中川翔子的婆羅洲紀行 ～熱帶叢林與幻象～（富士電視台）
- 奇蹟體驗！unbelievable（日语：奇跡体験!アンビリバボー）

其它電視台
- （東京電視台）
- BS世界紀錄片（日语：BS世界のドキュメンタリー）（NHK-BS1）

衛星電視
- 歷史頻道
  - 偉大的俄羅斯海軍
  - 現代驚奇系列

### 舞台
- KAIZAN－魔劍的誕生（丸茂）

### 其它
- 投資銀行青春白書 有聲書（朗讀）

## 音樂作品

### 角色歌曲
| 發行日期 | 標題                                | 名義                                   | 曲名                               | 備註                       |
| 2015年   | 2015年                              | 2015年                                 | 2015年                             | 2015年                     |
| -------- | ----------------------------------- | -------------------------------------- | ---------------------------------- | -------------------------- |
| 4月10日  | 月歌。系列 月兔。體操               | 月城奏（山中真尋）、黑月大（間宮康弘） | 「。体操」                         | 廣播劇CD《月歌。》相關歌曲 |
| 10月23日 | 月Pro系列 Welcome to the Wonderland | 月城奏（山中真尋）、黑月大（間宮康弘） | 「Welcome to the Wonderland」 「」 | 手機遊戲《月公園》主題歌曲 |

## 腳註

## 外部連結
- Kenyu Office公式官網的聲優簡介 （页面存档备份，存于） （日語）